# Dniówka obrachunkowa
Dniówka obrachunkowa – miara nakładu pracy w gospodarstwie zespołowym oraz miara podziału dochodu między członków rolniczych spółdzielni produkcyjnych. Stosowanie dniówki obrachunkowej jako miernika pracy, umożliwiało członkom spółdzielni uwzględniać różnice ilościowe i jakościowe wykonanej pracy.
Przyjęcie systemu dniówek obrachunkowych wynikało z faktu, że członkowie rolniczych spółdzielni produkcyjnych byli właścicielami podstawowego środka produkcji jaki stanowiła ziemia.
Rolnicze spółdzielnie produkcyjne rozpoczęły funkcjonowanie w 1949 r.

## Regulacje ustanawiające dniówki obrachunkowe
Uchwałą Prezydium Rządu z 1954 r. przyjęto ustalenia w sprawie zapewnienia środków zmierzających do poprawienia organizacji pracy i systemu opłat za pracę w spółdzielniach produkcyjnych. Uchwałę przyjęto w celu zapewnienia dalszego rozwoju i umocnienia gospodarstwa zespołowego, zwiększenia plonów, rozwoju hodowli, wzrostu majątku zespołowego spółdzielni i ciągłego podnoszenia stopy życiowej spółdzielców. Dlatego konieczne było przestrzeganie zasady materialnego zainteresowania członków spółdzielni produkcyjnych podnoszeniem wydajności pracy. Wymagało to wprowadzenia w spółdzielniach produkcyjnych prawidłowej organizacji pracy i prawidłowego systemu opłat za pracę.

## Zasady ustania norm pracy w rolniczych spółdzielniach produkcyjnych
Uchwałą Rady Spółdzielczości Produkcyjnej z 1954 r. w sprawie zapewnienia środków zmierzających do poprawienia organizacji pracy i systemu opłat za pracę w spółdzielniach produkcyjnych ustalono normy i opłaty za pracę w spółdzielniach produkcyjnych. Temu celowi służyły „Wzorcowe normy pracy i zasady zaliczania dniówek obrachunkowych w spółdzielniach produkcyjnych”.
Zgodnie z „Wzorcowymi normami pracy” spółdzielnie powinny przestrzegać podziału wszelkich prac na siedem grup opłat, różniących się między sobą wielkością wysiłku, stopniem wymaganych kwalifikacji oraz ważnością danej pracy dla gospodarki zespołowej.
W grupie pierwszej, gdzie opłaty były wypłacane za najlżejszą dzienną pracę, jako zasadą było przyjęcie 0,3 dniówki obrachunkowej. W miarę narastania stopnia trudności wykonanej pracy, wzrastała również stawka dniówki obrachunkowej do 0,5, 0,7, 0,9 i 1,0 dniówki obrachunkowej.
Za najcięższe i wymagające większych kwalifikacji, którą stosowano w VII grupie opłat, wówczas wypłacano do 2,0 dniówek obrachunkowych za wykonanie dziennej normy pracy.
Różnica opłaty w dniówkach obrachunkowych pomiędzy poszczególnymi grupami wynosiła 0,2 dniówki obrachunkowej. W każdej spółdzielni normy pracy były dostosowane do miejscowych warunków. Jako zasadę przyjęto, by opłaty w dniówkach obrachunkowych za wykonanie normy pracy były stałe i nie podlegały zmianie. Normy i opłata za pracę były zatwierdzone przez ogólne zebranie członków spółdzielni. Podział dochodów spółdzielni między członków odbywał się zgodnie z liczbą wypracowanych przez każdego z nich dniówek obrachunkowych. Ostateczne rozliczenie odbywało się pod koniec roku, a co miesiąc stosowano zaliczkę na poczet rocznego dochodu spółdzielni.

## Zasady ustalania dniówek obrachunkowych w produkcji zwierzęcej rolniczych spółdzielniach produkcyjnych
Miesięczne wynagrodzenie osób pracujących w produkcji zwierzęcej składało się z następujących rodzajów opłat:
- stałe miesięczne opłaty w dniówkach obrachunkowych w zależności od ilości sztuk inwentarza żywego obsługiwanych przez członka spółdzielni w ciągu całego miesiąca;
- jednorazowe opłaty w dniówkach obrachunkowych za przyrost pogłowia od obsługiwanych sztuk;
- jednorazowe opłaty w dniówkach obrachunkowych za uzyskaną produkcję od obsługiwanych zwierząt.

Brygadierom w produkcji zwierzęcej nie zwolnionym lub częściowo zwolnionym od bezpośredniej obsługi inwentarza, zaliczano za pracę związaną z kierownictwem brygady od 5 do 10 dniówek obrachunkowych miesięcznie.
Brygadierom zwolnionym przez ogólne zebranie od bezpośredniej obsługi inwentarza żywego zaliczano miesięcznie w zależności od ilości pogłowia:
- Liczba dniówek obrachunkowych w fermie bydła
W fermie bydła przy ilości:
  - od 50 do 80 sztuk krów – zaliczano do 45 dniówek obrachunkowych;
  - powyżej 80 sztuk krów – zaliczano do 50 dniówek obrachunkowych.
- Liczba dniówek obrachunkowych w fermie trzody chlewnej
W fermie trzody chlewnej przy ilości:
  - od 30 do 50 sztuk macior – zaliczano do 45 dniówek obrachunkowych;
  - ponad 50 sztuk macior – zaliczano do 50 dniówek obrachunkowych.
- Liczba dniówek obrachunkowych w fermie owiec
W fermie owiec przy ilości:
  - od 500 do 750 sztuk owiec maciorek – zaliczano do 45 dniówek obrachunkowych;
  - ponad 750 sztuk owiec maciorek – zaliczano do 50 dniówek obrachunkowych.

Osobie kierującej fermą drobiarską obsługiwaną przez 3 lub więcej drobiarek zaliczano dodatkowo od 5 do 10 dniówek obrachunkowych miesięcznie. Brygadierom brygad mieszanych, których rozmiary pracy kwalifikowały ich do zwolnienia od bezpośredniej obsługi inwentarza, zaliczano miesięcznie do 50 dniówek obrachunkowych.

## Cechy dniówek obrachunkowych wRSP
Wycena każdej pracy w dniówkach obrachunkowych umożliwiała spółdzielniom produkcyjnych uwzględnienia ilościowych i jakościowych różnic w nakładach pracy. W celu zapewnienia odpowiednich dochodów z pracy, RSP wprowadziły system gwarantowania członkom wartości dniówek obrachunkowych określonych w rocznych planach gospodarczo-finansowych. Do tego służyła tzw. rezerwa na stabilizację dochodów tworzona z odpisów od dochodu podzielnego. Upowszechnił się również system ewidencjonowania nakładów pracy w wyrażeniu pieniężnym, w którym dniówka obrachunkowa zastąpiona została jednostką pieniężną. 
System dniówki obrachunkowej nie stwarzał dostatecznie atrakcyjnych bodźców zainteresowania materialnego w gospodarce uspołecznionej.